# Esbjörn Persson
Esbjörn Persson, född 25 juli 1849 i Borrby församling, Kristianstads län, död där 17 mars 1915, var en svensk riksdagspolitiker.
Esbjörn Persson var son till en åbo, och gifte sig med dottern till en åbo. Själv blev han hemmansägare i Borrby. Han var även politiker och ledamot av riksdagens andra kammare 1897–1911, invald i Ingelstads och Järrestads domsagas valkrets. I riksdagen var han också suppleant i lagutskottet från 1904.